# مدرسه ایلخانی
مدرسه ایلخانی مربوط به دوره قاجار است و در شیراز، محله میدان شاه، پشت مسجد ایلخانی واقع شده و این اثر در تاریخ ۸ مرداد ۱۳۸۱ با شمارهٔ ثبت ۶۰۲۵ به‌عنوان یکی از آثار ملی ایران به ثبت رسیده است.